# Мэсси, Джеймс
Джеймс Ли Мэ́сси (англ. James Lee Massey; 11 февраля 1934, Ваузен, Огайо — 16 июня 2013) — американский учёный, внесший значительный вклад в теорию информации и криптографию. Являлся профессором-эмеритом цифровых технологий в Швейцарской высшей технической школе Цюриха. Наиболее значительными его работами являются применение алгоритма Элвина Берлекэмпа поиска кратчайшего регистра сдвига с линейной обратной связью к линейным кодам (алгоритм Берлекэмпа — Мэсси), разработка блочных алгоритмов шифрования IDEA (совместно с Суэцзя Лайем) и SAFER, криптосистема Мэсси-Омуры (совместно с Джимом Омурой).
Мэсси имел крепкие научные связи с Институтом проблем передачи информации им. А. А. Харкевича РАН и в 1998 году получил звание почетного профессора ИППИ РАН.

## Биография
Мэсси родился 11 февраля 1934 года в Ваузен, Огайо. Он вырос в многодетной семье. В шестилетнем возрасте Мэсси остался без отца. Вскоре, после этого, его мать вышла замуж и они переехали всей семьёй в Мендота, штат Иллинойс. Проучившись там до 14 лет, семья Мэсси переехала в Оттаву. Следующие 7 лет он и его брат учились в местной церковно-приходской школе. Мэсси был очень хорош в математике, но он никогда не был заинтересован в научных экспериментах. Своё высшее образование он получил в университете Нотр-Дам. Так в 1956 году Мэсси получил степень бакалавра наук в области электротехники. После трех лет военной службы, в 1959 году Мэсси поступил в Массачусетский технологический институт, где сосредоточился на теории кодирования. В 1962 году он получает степень доктора философии. На втором курсе аспирантуры Мэсси решил, что хотел бы пойти в область, связанную с информацией. Там он познакомился с такими людьми, как Фано и Шеннон. В качестве темы для диссертации Мэсси выбрал свёрточный код. После получения степени Мэсси решил вернуться в университет Нотр-Дам, где он продолжал изучать радиотехнику вплоть до 1977 года. Здесь он устроился преподавателем на электротехническом факультете. Мэсси получил награду Томаса Мэддена за существенный вклад в обучение первокурсников университета Нотр-Дам. Он пробыл в университете с 1962 по 1977 год. Мэсси очень активно участвовал в деятельности университета. Так он был главой комитета SLC (англ. Student Life Counsil). Там же Мэсси проводил исследования в области кодирования и коммуникационных достижений. Совместно с Бэрликэмпом он разработал алгоритм поиска кратчайшего регистра сдвига с линейной обратной связью для поданной на вход бинарной последовательности. С 1966 по 1967 год Мэсси решил взять отпуск и отправиться в Массачусетский технологический институт. Здесь он вёл курс для аспирантов, который назывался алгебраическое кодирование. Так же Мэсси работал вместе с лучшим другом Галлагером, которому он помог закончить книгу по теории информации. С 1971 по 1972 год Мэсси провёл в Датском технологическом институте. Там он читал курсы. В 1977 году Мэсси решил оставить университет Нотр-Дам в связи с разводом с его женой. В это же время его приглашают в Лос-Анджелес и на факультет UCLA в Массачусетский технологический институт. Мэсси соглашается. После года пребывания в Массачусетском технологическом институте его заинтересовала диссертация одного из докторантов Галлагера, которая называлась алгоритм разрешения коллизий. В 1980 году Мэсси возвращается в Швейцарскую высшую техническую школу Цюриха. В это время он работал в области безопасности с криптографией и секретности кодирования и исследование связи с произвольным доступом. Мэсси совместно с одним из его лучших друзей Омурой сделали пару изобретений и подали заявки на их патенты. В дальнейшем одно из них получило название алгоритм Мэсси — Омура. Также Мэсси разработал шифр SAFER. Спустя некоторое время этот шифр был доработан и принят в качестве основы протокола аутентификации в Bluetooth. В 1982 году Мэсси попросили прочитать фундаментальные лекции в области криптографии в одном из университетов Китая. В это время он совместно с докторантом Лай Сюэцзя разработали новый блочный шифр, который они запатентовали как IDEA (англ. International Data Encryption Algorythm). В 1998 году Мэсси уходит на пенсию и переезжает в Копенгаген, где живёт там до своей смерти.
Скончался от рака 16 июня 2013 года в своём доме в Копенгагене, Дания.

## Почётные звания
- в 2002 году сопредседатель Information Theory Symposium
- президент Information Theory Society
- член редколлегии алгебраического кодирования с 1972 по 1974 год
- член Национальной Академии Инженерии
- член Королевской Академии Наук Швеции

## Награды
- Почётный член IEEE, 1971
- награда Бэйкера[англ.], 1987
- Премия Шеннона, 1988
- Золотая медаль имени Александра Грэма Белла, 1992
- Премия Маркони, 1999
- IACR Fellow, 2009